# Овальна площа у Герасі
Овальна площа у Герасі — оточена монументальними колонадами площа в античному місті Гераса, що передувало сучасному Джерашу (розташована за три з половиною десятки кілометрів на північ від столиці Йорданії Аммана). Складова частина грандіозного комплексу руїн Гераси.

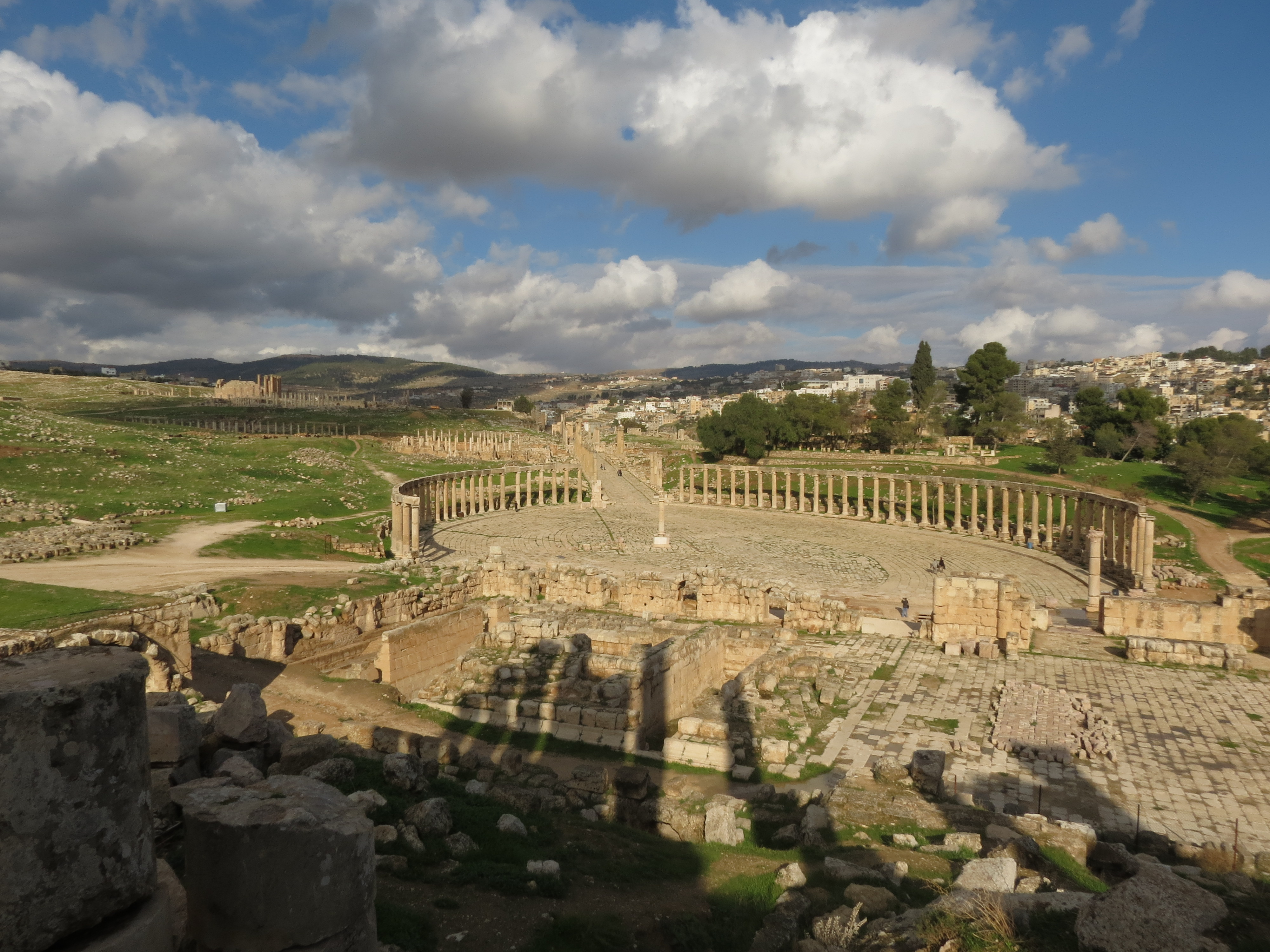
Вид на Овальну площу від Храму Зевса

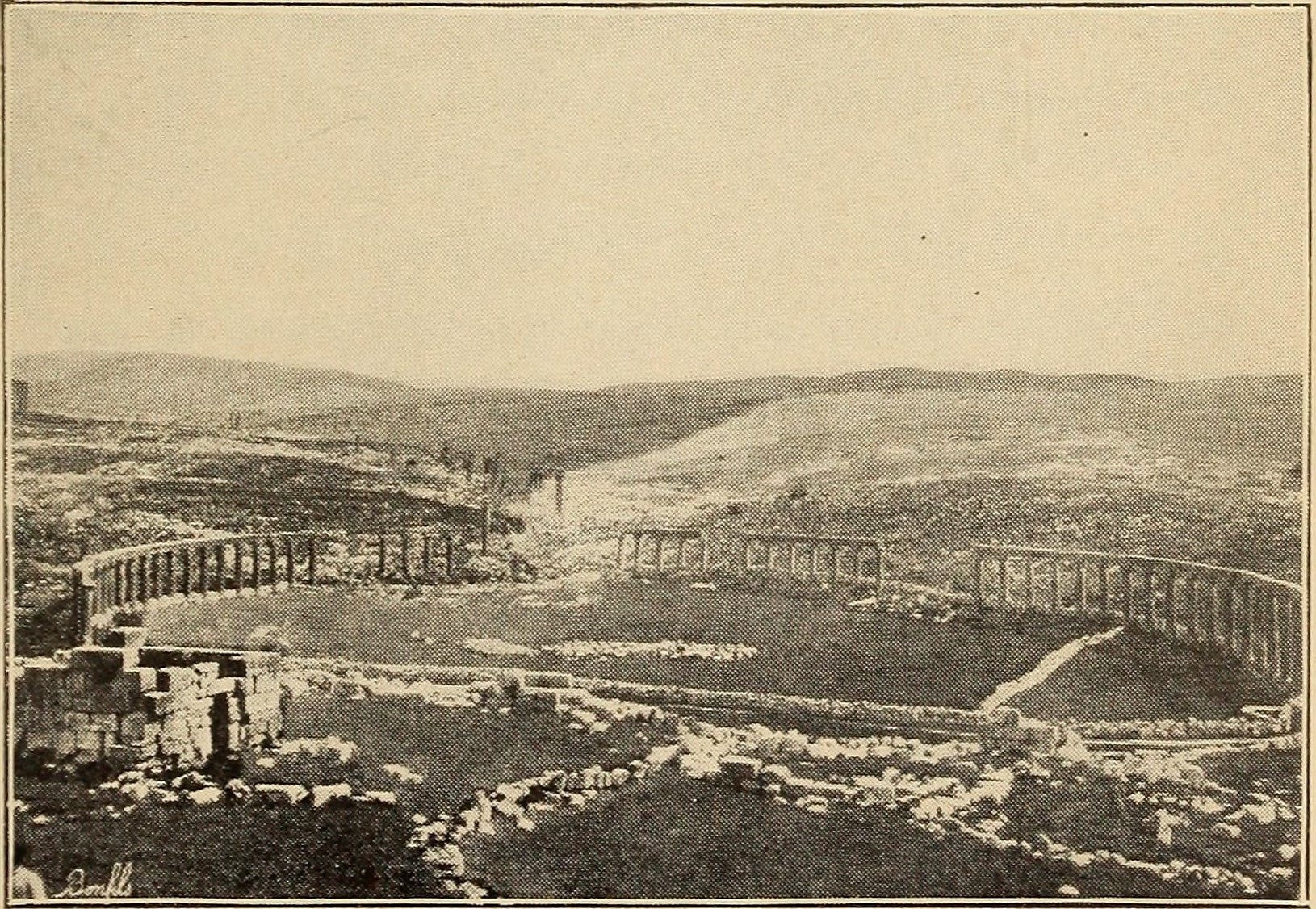
Вигляд площі у 1900 році

Площа міститься біля східного підніжжя пагорбу, на якому підносяться залишки храмового комплексу на честь Зевса (одного з двох основних храмів Гераси). На північ від неї прокладено герасенську кардо максимус (головна вулиця напрямку північ-південь у містах римської імперії), а з іншої сторони підходить дорога від Південних воріт. Ймовірно, площа виконувала функцію форуму, тобто осереддя суспільного життя та базарного майдану. Втім, припускають, що основною причиною її створення було прагнення забезпечити архітектурне узгодження між кардо та Храмом Зевса, осі яких перетинаються під тупим кутом — і що саме цим пояснюється незвична овальна форма майданчику.

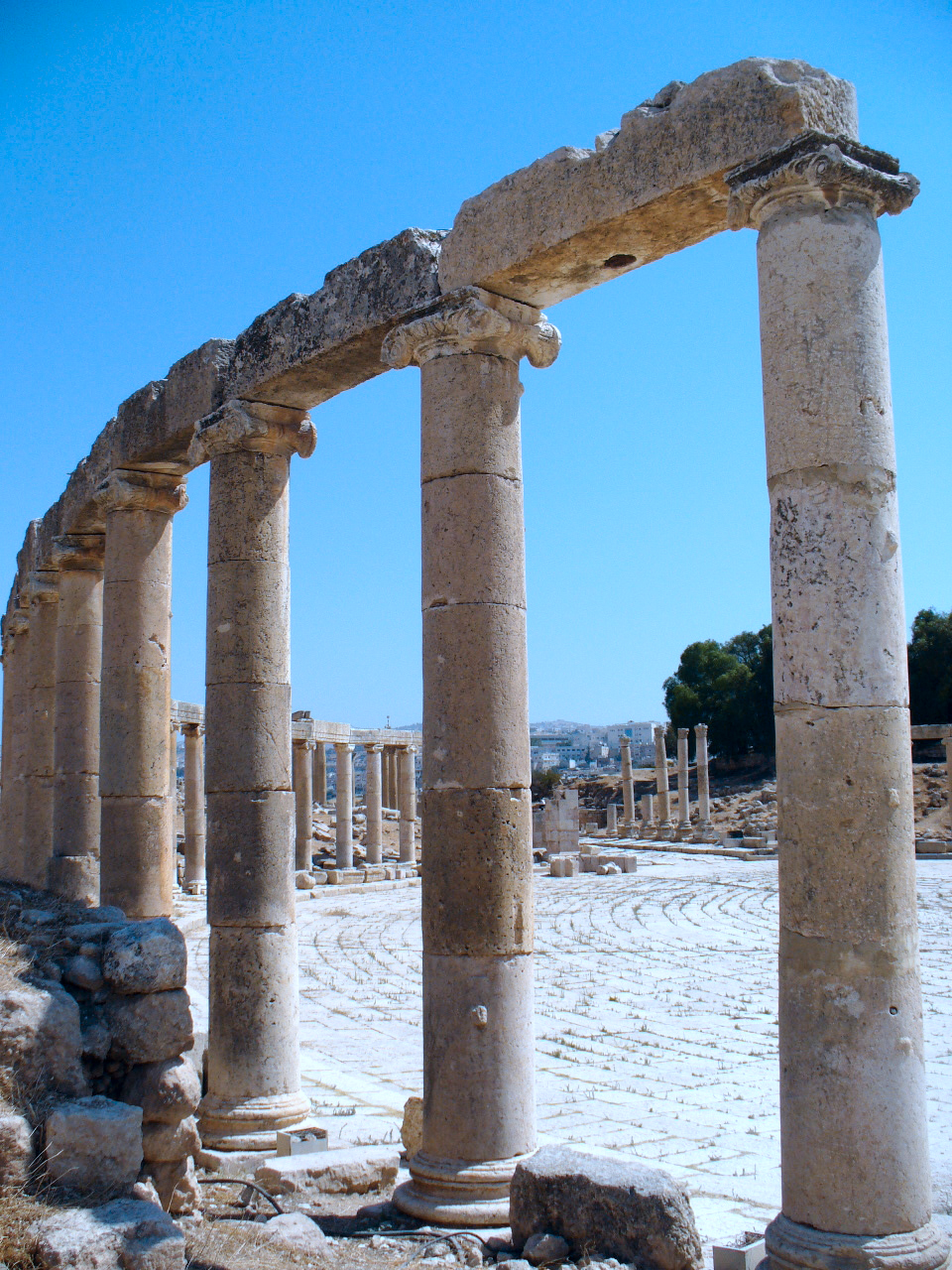
Іонічна колонада Овальної площі

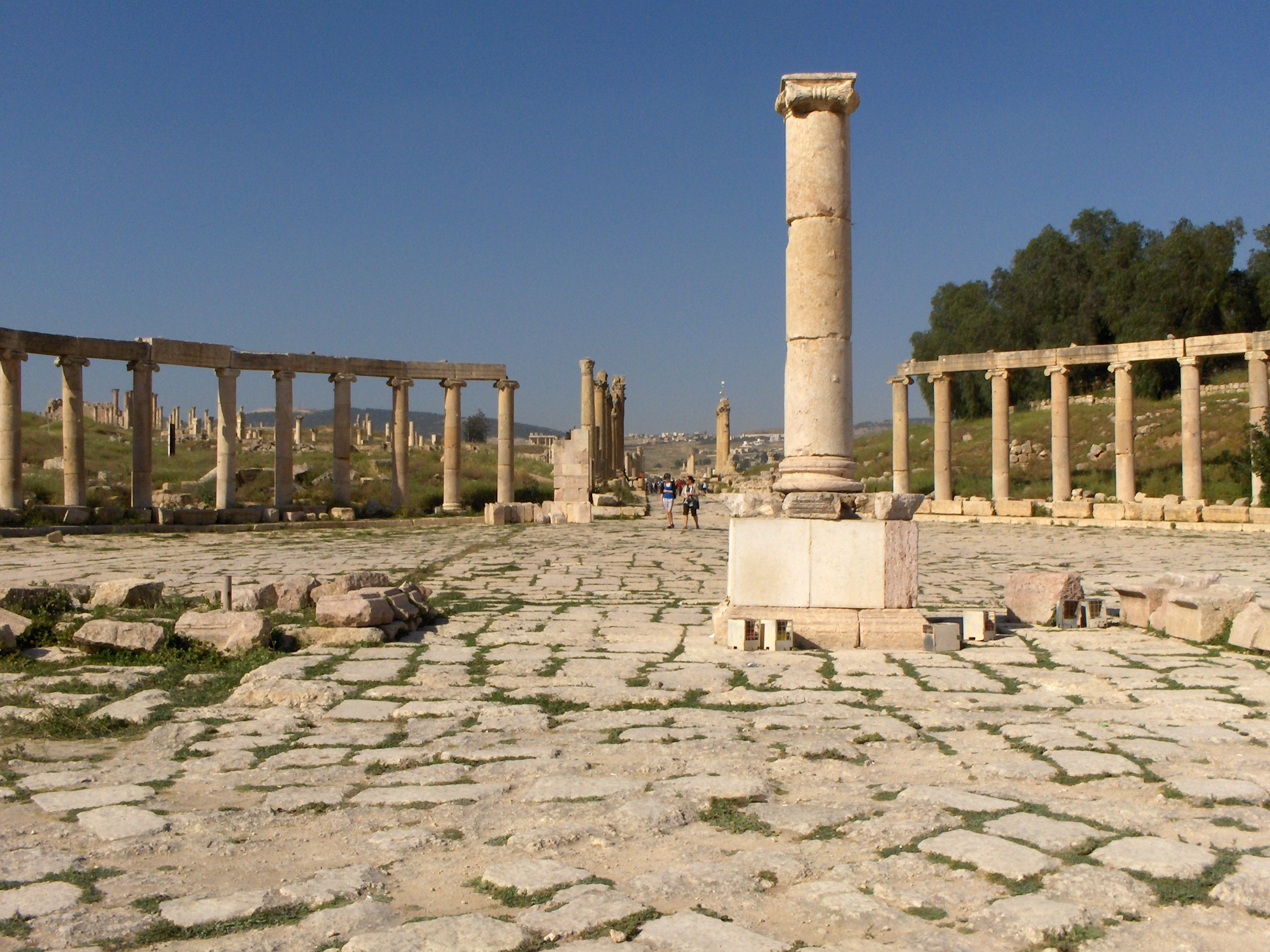
Колона Джераського фестивалю (сучасний об'єкт)

Площа має довжину 90 метрів та ширину 80 метрів. По її периметру тягнеться колонада іонічного ордеру, яка переривається на південно-східній стороні біля наосу (олтарного майданчику) святилища Зевса, а також на початку кардо. Вважалось, що між останньою та площею була зведена трипрольотна арка, проте наразі достатніх підтверджень цього припущення немає.
Неподалік від центру площі під час розкопок виявили фундамент квадратної споруди завширшки 9,5 метра, на якій колись, напевно, стояла статуя (наразі тут встановили колону для Джераського фестивалю). В кінці 7-го століття біля структури облаштували водяний резервуар, а можливо, й фонтан. Вода подавалась сюди по двох керамічних трубах з північної та західної сторони майданчика.
Під площею проходить головна каналізаційна система міста, до якої тут приєднувалися два бічні канали із заходу та південного заходу.
Овальна площа була закладена у 1-му столітті нашої ери та набула сучасного вигляду під час масштабної реконструкції у 130 році.